# Moosburg an der Isar
Moosburg an der Isar é uma cidade da Alemanha localizado no distrito de Frisinga, região administrativa de Alta Baviera, estado da Baviera.